# Castillo de Eván de Abajo
El Castillo de Eván de Abajo se encuentra en la población de Siete Iglesias de Trabancos, provincia de Valladolid, Castilla y León, España. En la actualidad todavía se pueden visitar los restos del castillo. En la actualidad pertenece 50% a Ayuntamiento de Siete Iglesias de Trabancos y 50% a Patrimonio Nacional.
Está próximo al Castillo de Eván de Arriba.
Está bajo la protección de la Declaración genérica del Decreto de 22 de abril de 1949, y la Ley 16/1985 sobre el Patrimonio Histórico Español.